# Kalumines
Kalumines, est une mine à ciel ouvert de cuivre  située dans la province de Katanga en République démocratique du Congo.